# Zümrüt Cansel
Zümrüt Cansel (* 23. März 1963 in London) ist eine türkisch-britische Schauspielerin.

## Leben und Karriere
Cansel wurde am 23. März 1963 in London geboren und wuchs teilweise in Istanbul auf. Ihre Mutter war die Schauspielerin Feri Cansel. Zümrüt Cansel besuchte die Namık Kemal Grundschule in Istanbul.
Sie begann ihre Filmkarriere mit Hababam Sınıfı Dokuz Doğuruyor und spielte später in Filmen wie Tele Kızlar, Kızgın Güneş und Gizli Yara. Ihre Mutter wurde am 2. September 1983 in ihrer Wohnung in Istanbul von ihrem Verlobten nach einem Streit erschossen. Später zog sich Cansel aus der Filmbranche zurück. Sie hat drei Kinder aus ihrer Ehe mit dem ehemaligen Fußballspieler Eser Özaltındere.

## Filmografie
- 1978: Hababam Sınıfı Dokuz Doğuruyor
- 1984: Bir Sevgi İstiyorum
- 1984: Gizli Duygular
- 1984: Kızgın Güneş
- 1985: Gizli Yara
- 1985: Paranın Esiri
- 1985: Suçlu Gençlik
- 1985: Tele Kızlar
- 1985: Yalnızım
- 1986: Melek Yüzlü Cani
- 1993: Aldanış